# Omosessualità nell'antico Egitto

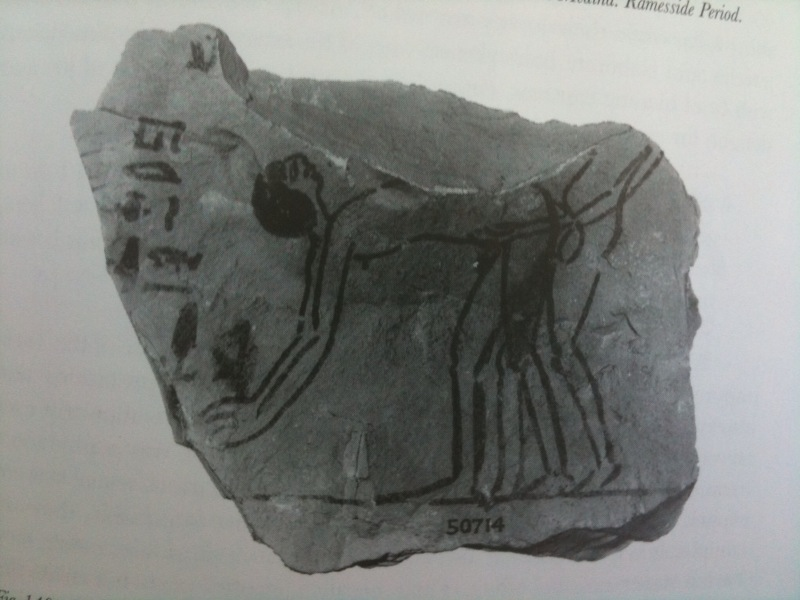
Qui un uomo sembrerebbe praticare sesso anale con un altro uomo

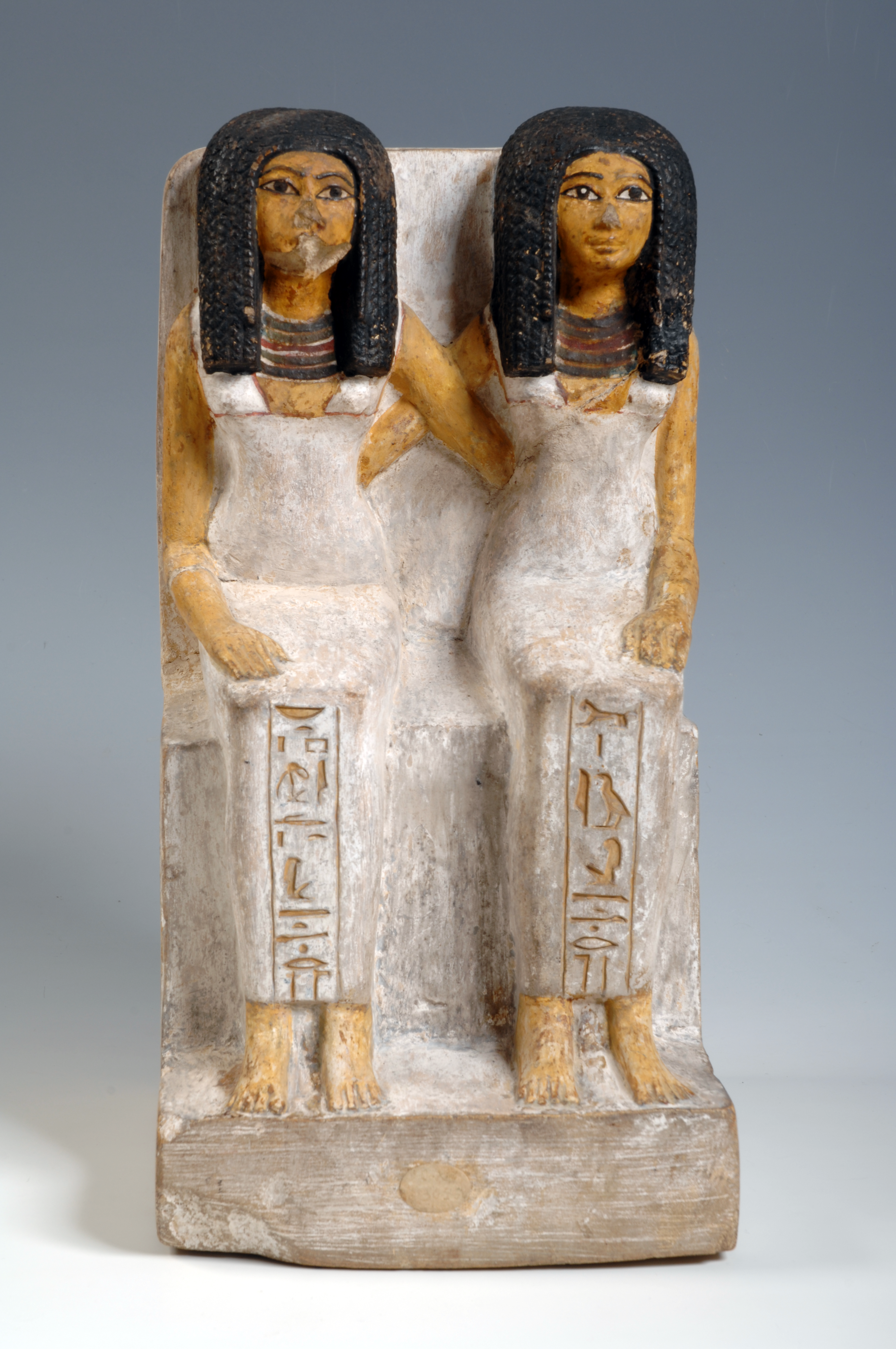
Statua di Idet e Ruiu, tra il 1480 e il 1390 a.C., Nuovo Regno. Museo egizio (Torino).

Molto poco si sa sulla natura dell'omosessualità nell'antico Egitto, essendo la maggior parte di quel che gli storici presumono basato su speculazioni; ciò è dovuto essenzialmente alla carenza di fonti certe e documenti.

## Nell'arte
Un ostracon risalente al periodo dei ramessidi sembrerebbe raffigurare un rapporto omosessuale.

## Nella letteratura

### La contesa di Horus e Seth
Uno dei miti fondativi dell'antica religione egizia riguarda la vita degli dèi Horus e Seth: l'intera vicenda è raccolta nel papiro conosciuto come Chester Beatty Pap I, Oxford 1 attualmente conservato a Dublino e datato a circa il 1700 a.C.
La storia narra della rivalità tra il giovane principe Horus e suo zio Seth per la conquista del trono: dopo la morte di Osiride (ucciso da Seth) si doveva decidere in fretta chi sarebbe dovuto succedergli. L'assassino del dio, il signore del deserto del Sinai e dalla testa simile a quella di un cane (o sciacallo o capra) tenta allora di sedurre il nipote, ma senza esito. Il ragazzo, messo difatti precedentemente in guardia dalla madre Iside, non accoglie l'offerta sessuale che gli proviene dallo zio, ed evita in tal modo l'umiliazione che ne sarebbe derivata di fronte agli altri dèi. Nello scontro finale tra i due per il potere Seth riesce a ferire ad un occhio il nipote, mentre Horus strappa via i testicoli allo zio, riducendolo così alla fine allo stato deplorevole di eunuco.
Il dio Seth presenta caratteristiche che si possono tranquillamente definire omosessuali anche in vari altri frammenti del testo, ad esempio quando commenta soddisfatto le grazie fisiche e la forma aggraziata e desiderabile che ha sempre più assunto il sedere del nipote oramai adolescente.
Una versione successiva della stessa storia, ma risalente al Nuovo Regno (1200 a.C.), è ancor più completa e esplicita: qui Seth invita Horus ad una festa a casa sua; quando giunge la sera i due finiscono a letto assieme e praticano sesso intercrurale. Il giovane Horus rimane così "contaminato" dallo sperma dello zio e torna dalla madre la quale, inorridita da quanto è appena accaduto, è costretta a purificare la mano del figlio (ancora sporca del seme di Seth) nelle sacre acque del Nilo.
A questo punto, per vendicarsi dell'oltraggio subito, la dea induce il figlio a cospargere del proprio sperma il cibo preferito dal cattivo zio (la lattuga) e poi andare ad offrirgliene un cespo: il trucco funziona, Seth mangia con gusto la lattuga portatagli in dono dal nipote, rimanendo lui questa volta contaminato (e qui implicitamente il nipote è riuscito ad ingravidarlo, cioè abbassarlo al ruolo di "femmina"). Grazie all'intervento risolutivo di Thot, in seguito tutte le divinità del pantheon egizio vengono a sapere quel che è accaduto ed iniziano a prendere benevolmente in giro lo sciocco Seth.
Il giovane Horus è riuscito a dimostrare di essere molto più astuto e quindi adatto ad ereditare il trono d'Egitto, mentre Seth deve andare a nascondersi per la vergogna in mezzo al deserto.

### La storia del faraone Neferkara e del generale Sisene

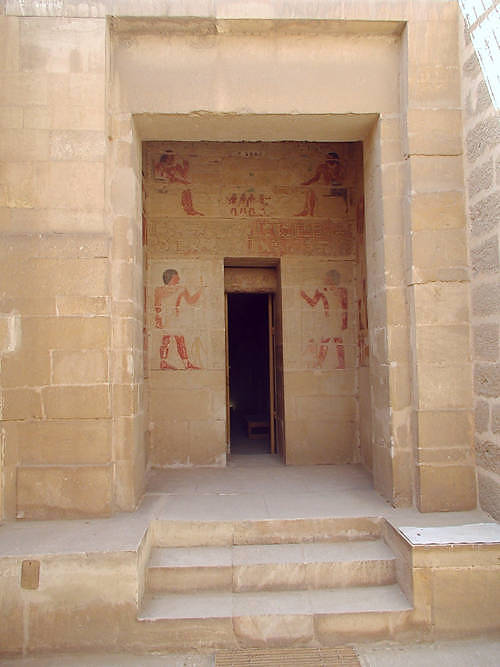
L'ingresso alla mastaba di Khnumhotep e Niankhkhnum.

Questa storia composta originariamente all'epoca del Medio Regno (a volte intitolata Il querelante di Menfi), ha una trama intrigante che ruota attorno alla relazione clandestina che intercorre tra un re e uno dei suoi comandanti militari: il faraone va di nascosto ogni notte a trovare il proprio sottoposto, intrufolandosi dentro al suo letto e "facendogli tutto quello che vuole" (frase eufemistica per indicare i rapporti sessuali). Ritenuto da molti un riferimento al reale faraone Pepi II, considerato, nei secoli successivi al suo regno, molto sensibile al fascino maschile.

## Esempi storici
Khnumhotep e Niankhkhnum erano servitori reali del faraone Niuserra durante la V dinastia egizia, all'incirca nel 2400 a.C: è stato ipotizzato un loro legame amoroso omosessuale dal modo in cui sono stati tumulati, posti vicini nella stessa tomba, nella stessa maniera cioè riservata alle coppie sposate, ma soprattutto per le rappresentazioni tombali dei due uomini, che vengono più volte raffigurati in piedi naso contro naso, mano nella mano e abbracciati.

## Altre notizie riferite dalleScrittureebraiche
In Levitico 18, 3 ( Archiviato l'11 novembre 2020 in Internet Archive.) viene elencato, tra i rapporti sessuali proibiti da Mosè, anche il contatto carnale tra maschi definito come la "pratica del paese d'Egitto".

## Valutazioni sociali
Un passaggio del Libro dei morti sembra essere interpretabile anche come una condanna degli atti omosessuali (parlando invece positivamente di coloro che non hanno rapporti intimi con un compagno di letto/commilitone), ma la traduzione è troppo vaga per trarne conclusioni affidabili.
La parola ḏm-ḥm si potrebbe tradurre come omosessuale passivo: il significato sessuale della parola sembra essere sicuro dal momento che è accompagnata dal segno geroglifico determinativo indicante il fallo. Ḥm è usato spesso nei testi per diffamare gli avversari, quando li si vuole accusare di codardia e mancanza di valore; in ogni caso la connotazione dispregiativa è indubbia.
La storia di Horus e Seth indicherebbe che non gli atti omosessuali in sé fossero socialmente disdicevoli, bensì solo il ruolo sessuale passivo assunto da uno dei due uomini: il partner attivo non incorreva in alcuno stigma o condanna, anzi veniva ammirato, mentre era invece quello passivo ad essere messo al bando ed etichettato negativamente in quanto si era "abbassato allo stesso livello di una femmina".
D'altra parte le raffigurazioni all'interno della tomba di Khnumhotep e Niankhkhnum, i due manicure personali del faraone Niuserra, considerati come coppia omosessuale, lasciano ad intendere quantomeno una relativa accettazione delle relazioni d'amore tra uomini, quando queste fossero state reciprocamente consensuali. Purtroppo, non essendoci pervenuto alcun esempio scritto riguardante eventuali relazioni omosessuali (in primis lettere o poesie d'amore dedicate al partner), ciò lascia a tutt'oggi in sospeso la questione su come fosse valutata effettivamente l'omosessualità nell'antica terra dei faraoni.

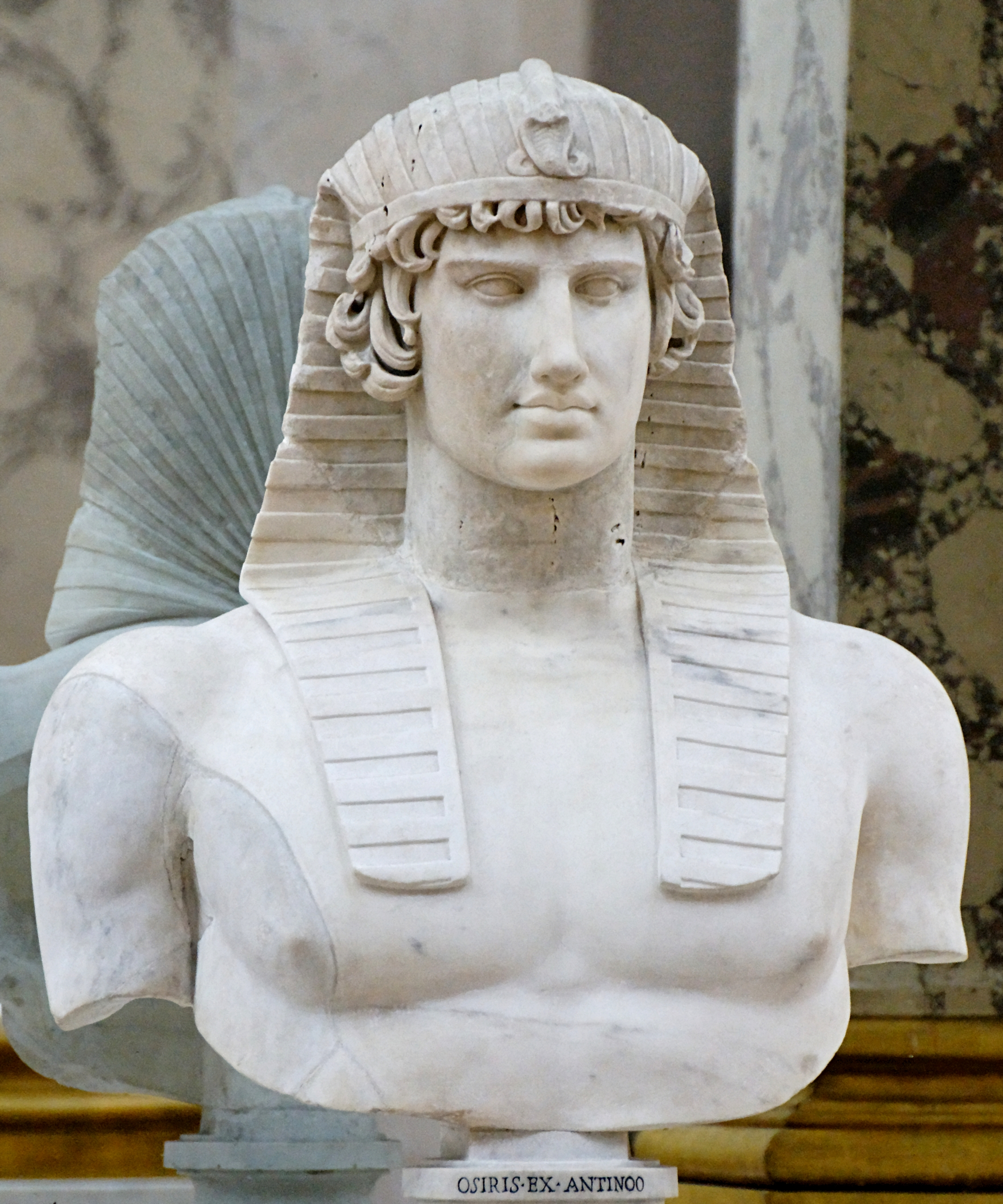
Un busto di Antinoo in versione egizia.

## Il "caso Antinoo" nell'Egitto romano
Un caso decisamente a parte è quello riguardante la vicenda del bell'Antinoo, il giovane bitinio amato dall'imperatore romano del II secolo Publio Elio Traiano Adriano e accidentalmente (o "volutamente") giunto a morire annegato nel Nilo proprio durante i giorni dedicati all'anniversario della scomparsa della divinità egizia Osiride, verso la fine del mese di ottobre dell'anno 130.
Il bell'adolescente non aveva probabilmente ancora compiuto vent'anni al momento della sua tragica scomparsa; Adriano volle innalzarlo in apoteosi e fece fondare un'intera città, Antinopoli, nei pressi del luogo dell'incidente. Si ipotizza, anche da un tondo pittorico rinvenuto all'inizio del XX secolo, che il nuovo dio Antinoo-Osiride fosse tra l'altro anche il protettore delle coppie omosessuali e che un culto specifico fosse a lui dedicato nel principale tempio urbano.